# Mercedes-Benz W 124
Mercedes-Benz W124 je německý vůz vyšší střední třídy vyráběný značkou Mercedes-Benz mezi lety 1984-1996 (kombi až 1997) a zástupce třídy E Class do roku 1995, kdy byl nahrazen modelem W210.